# Chindlistein

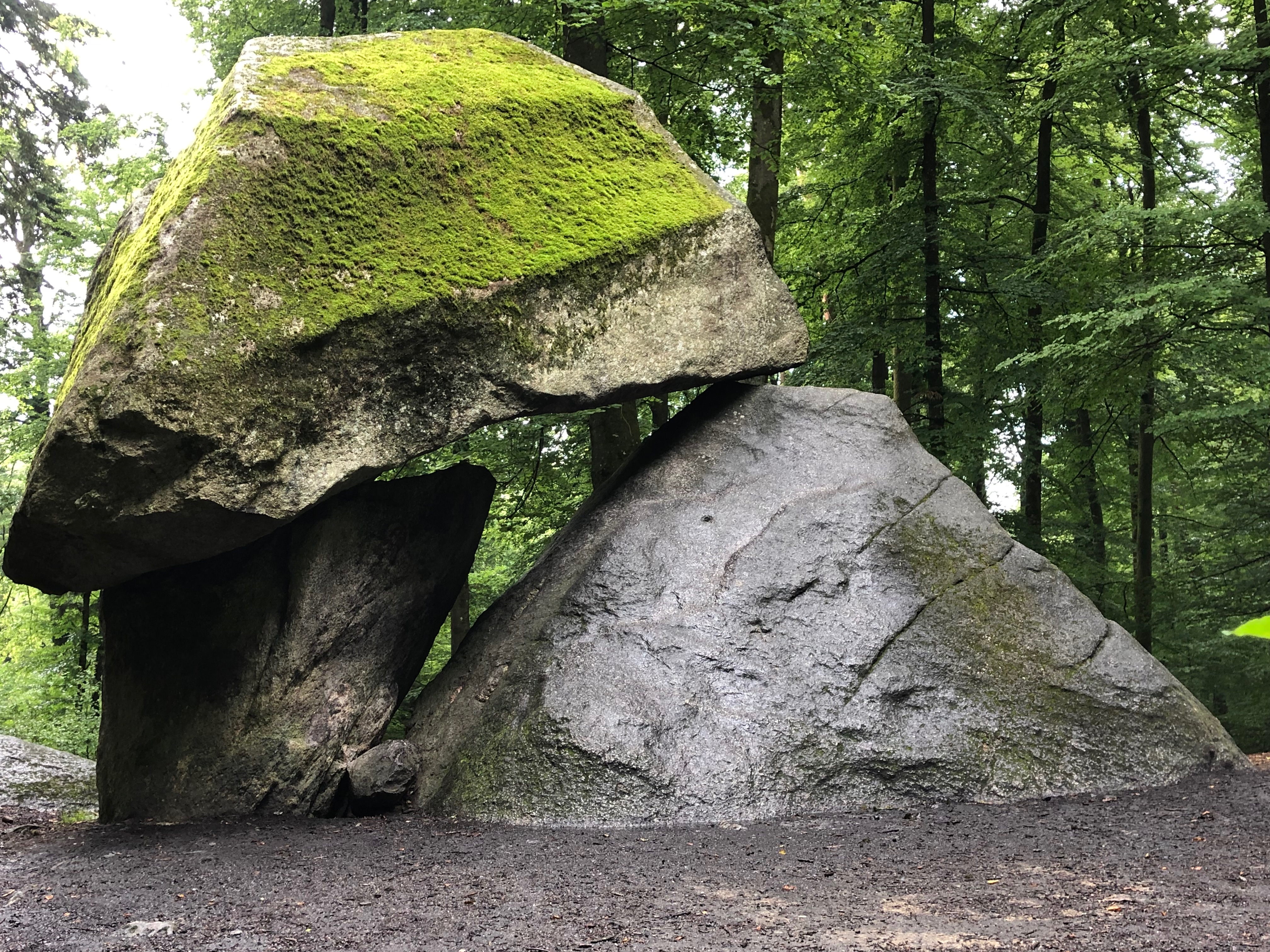
Der Erdmannlistein in Wohlen, dem auch die Rolle eines Chindlisteins zukam

Chindlistein bei Hüttikon

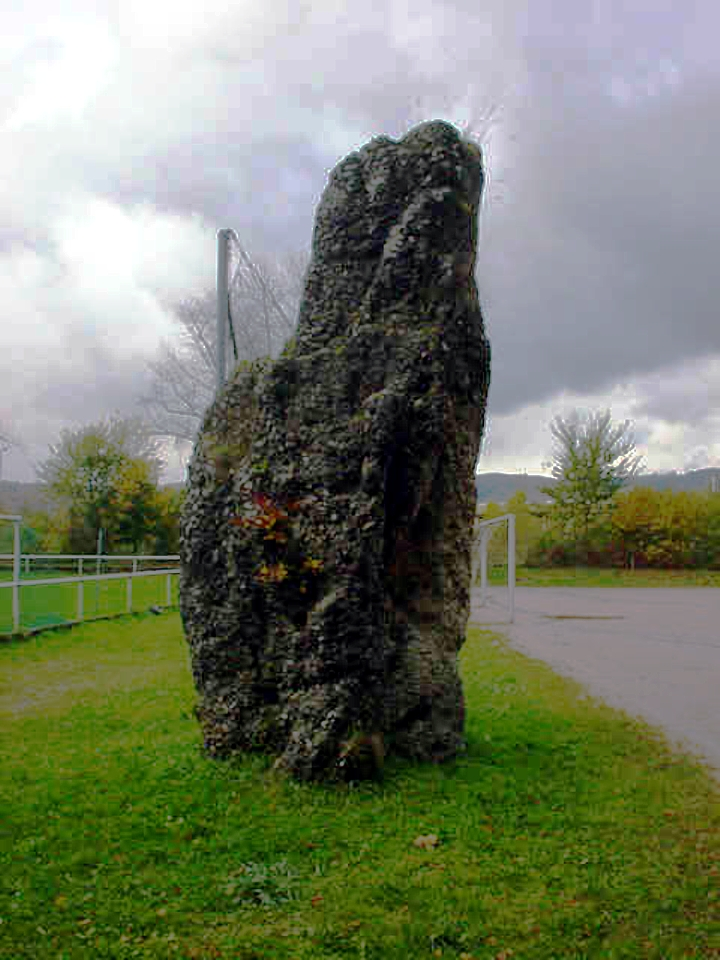
Der Langenstein in Tiengen ist nach einer Sage auch ein Chindlistein

Als Chindlistein (auch Kindlistein geschrieben), Poppelistein oder Tittistein werden im alemannischen Sprachgebrauch Felsblöcke bezeichnet, die entweder als Herkunftsort der Kinder gelten oder mit denen ein Fruchtbarkeitskult verbunden wird (oft sogenannte Rutschsteine). Die Sache ist auch aus Frankreich bekannt. Meist handelt es sich dabei um Findlinge. Der mit den Steinen verbundene Glaube und Brauch wird in der Populärliteratur gerne auf die Kelten beziehungsweise in der älteren Literatur auf die Megalithkultur zurückgeführt.
Chindlisteine gibt es in vielen Gegenden der Schweiz. So hiess es vielerorts: «Hier holt die Hebamme die Neugeborenen her», eine Erklärung, die als Ersatz für die sexuelle Aufklärung diente, analog zu der Legende, dass der Storch die Säuglinge bringe. Mit Fruchtbarkeitsritualen von Frauen werden beispielsweise die Chindlisteine von Heiden  und Hüttikon verbunden. So sollen etwa Frauen «mit entblösstem Hinterteil den Chindlistein hinunterrutschen, um ihre Fruchtbarkeit zu steigern und den erhofften Kinderwunsch in Erfüllung gehen zu lassen». Vom Chindlistein von Heiden wird auch überliefert, «dass während Hungersnöten und in Kriegszeiten Kinder beim Stein versteckt worden seien».

## Beispiele

### In der Schweiz
- Chindlistein bei Heiden
- Chindlistein bei Schwamendingen bzw. Oerlikon[11]
- Chindlistein beim keltischen Oppidum Uetliberg bei Zürich
- Chindlistein bei Hüttikon[9]
- Der Erdmannlistein zwischen Bremgarten und Wohlen, dem zeitweise auch die Rolle eines Chindlisteins zukam.[12]

### In Deutschland
- Chindlistein von Tiengen bei Waldshut-Tiengen im Südwesten von Baden-Württemberg

„Einer Legende nach soll in dem Stein eine Fee wohnen, welche bei Unfruchtbarkeit ihre Hilfe anbieten soll.“

## Weiteres
- Zum Chindlistein von Heiden führt ein Wanderweg mit dem Namen Chindlistein-Weg[14]